# هوندا سنتر
هوندا سنتر (انگلیسی: Honda Center) یک سالن سرپوشیده ورزشی در شهر آناهایم، کالیفرنیا، ایالات متحده آمریکا است.
این ورزشگاه که در سال ۱۹۹۳ تأسیس شده برای مسابقات بسکتبال، والیبال، هاکی روی یخ و کنسرت‌های موسیقی استفاده میشود.

## نگارخانه

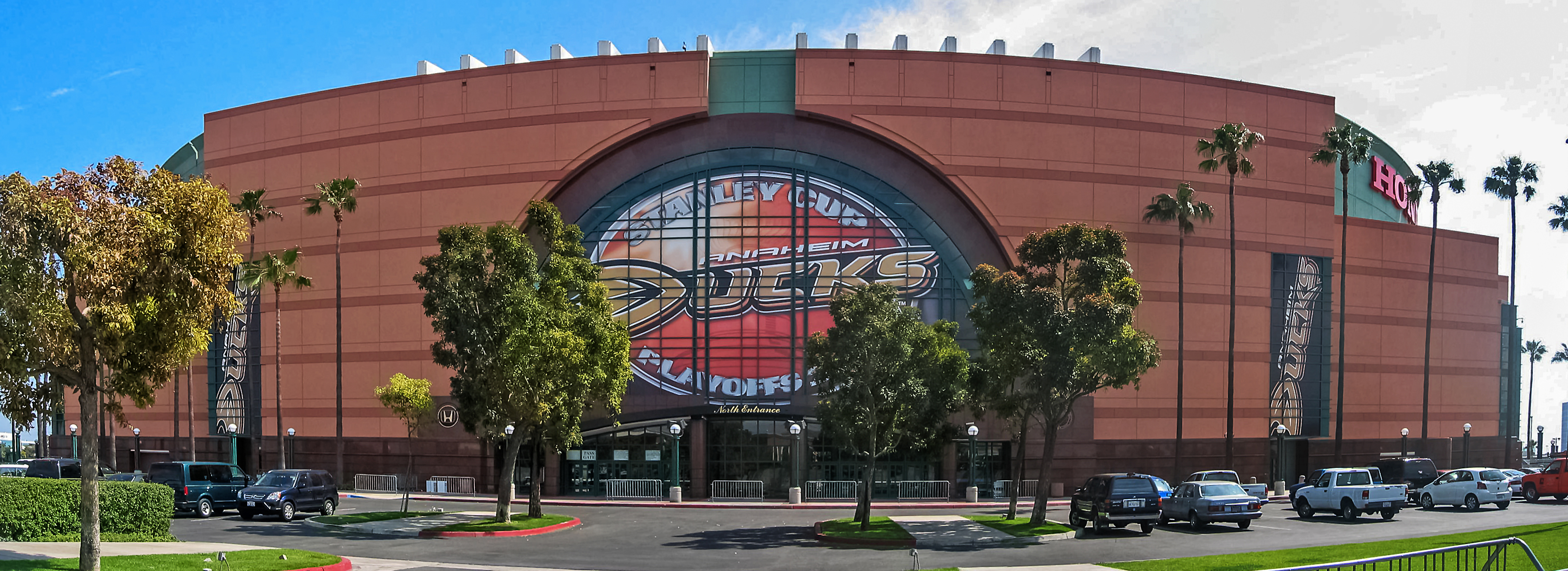
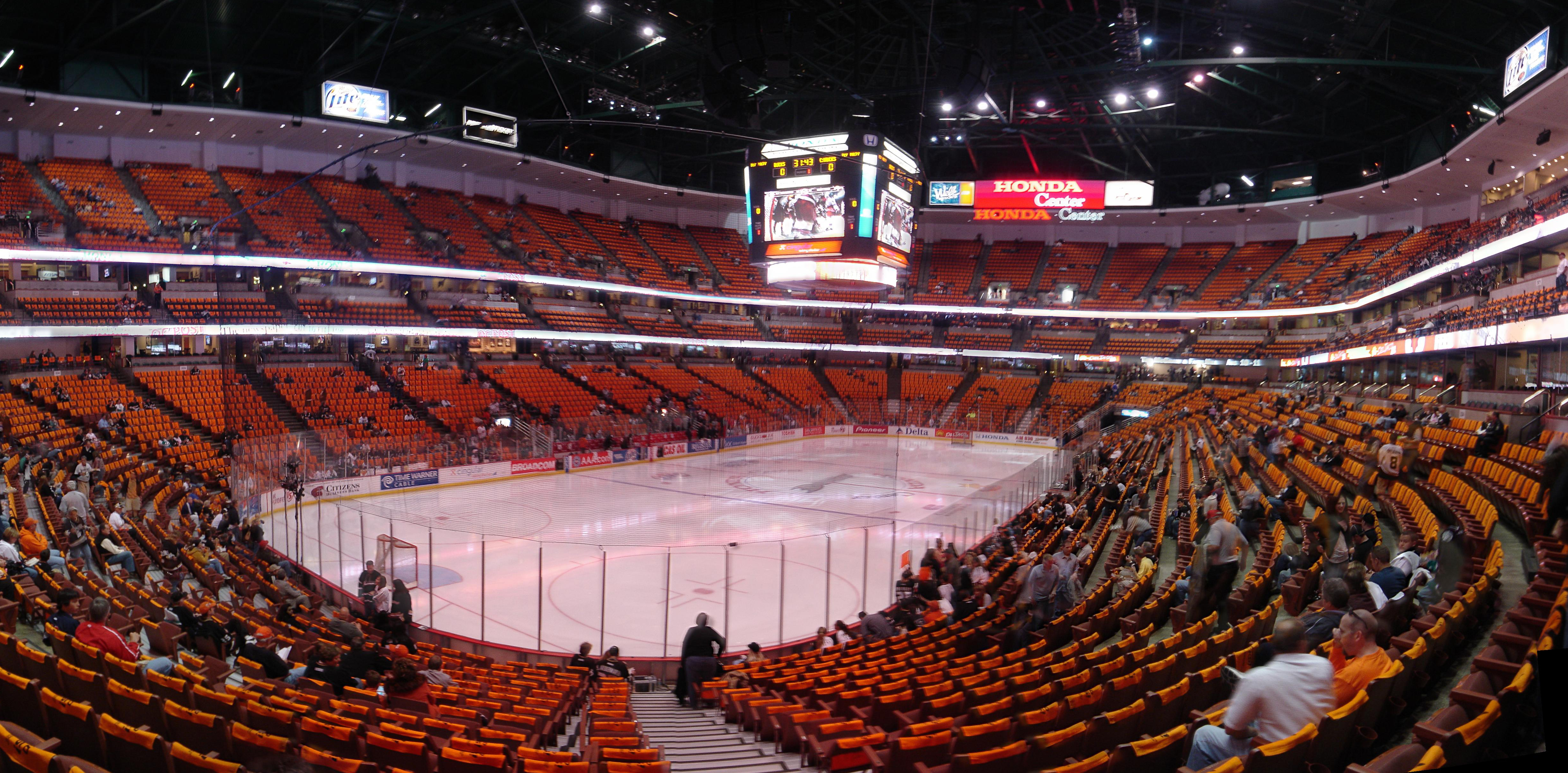
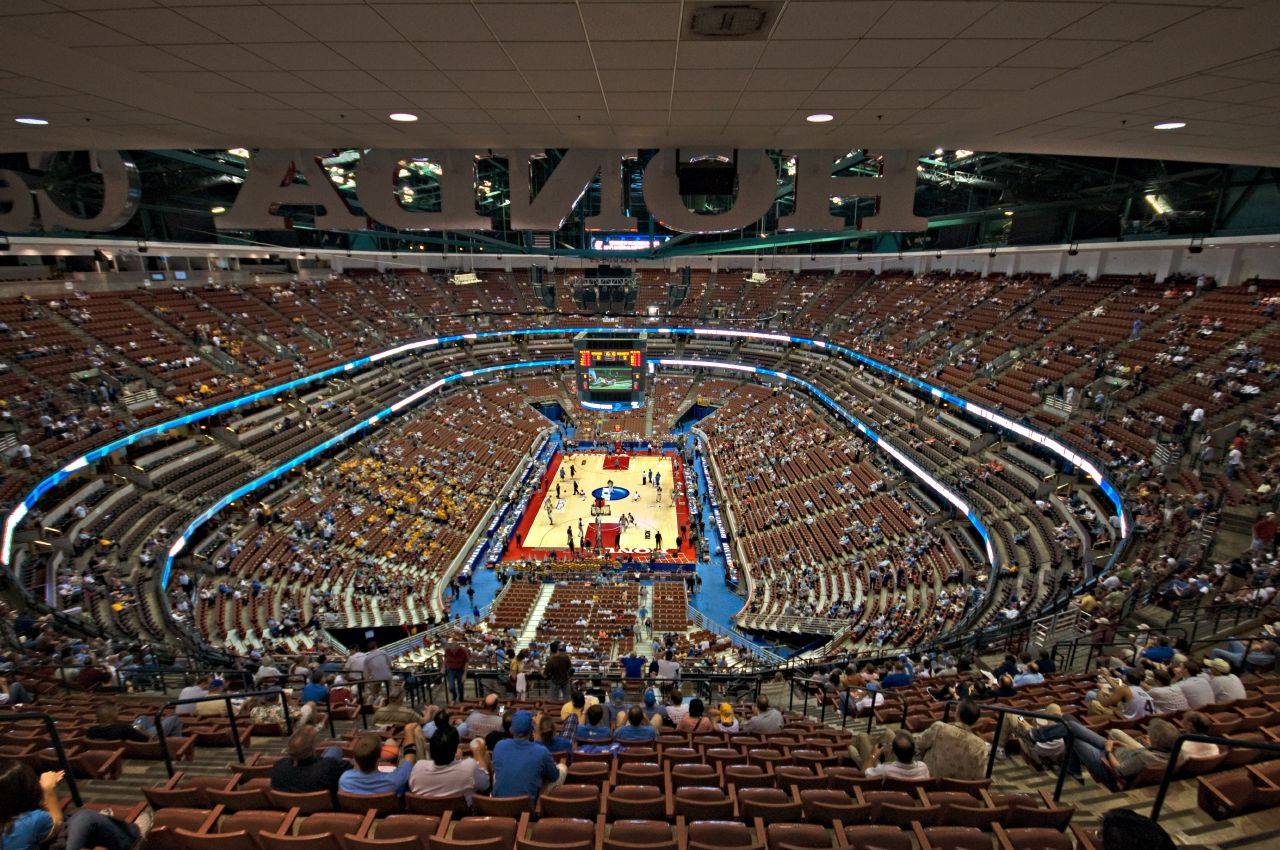
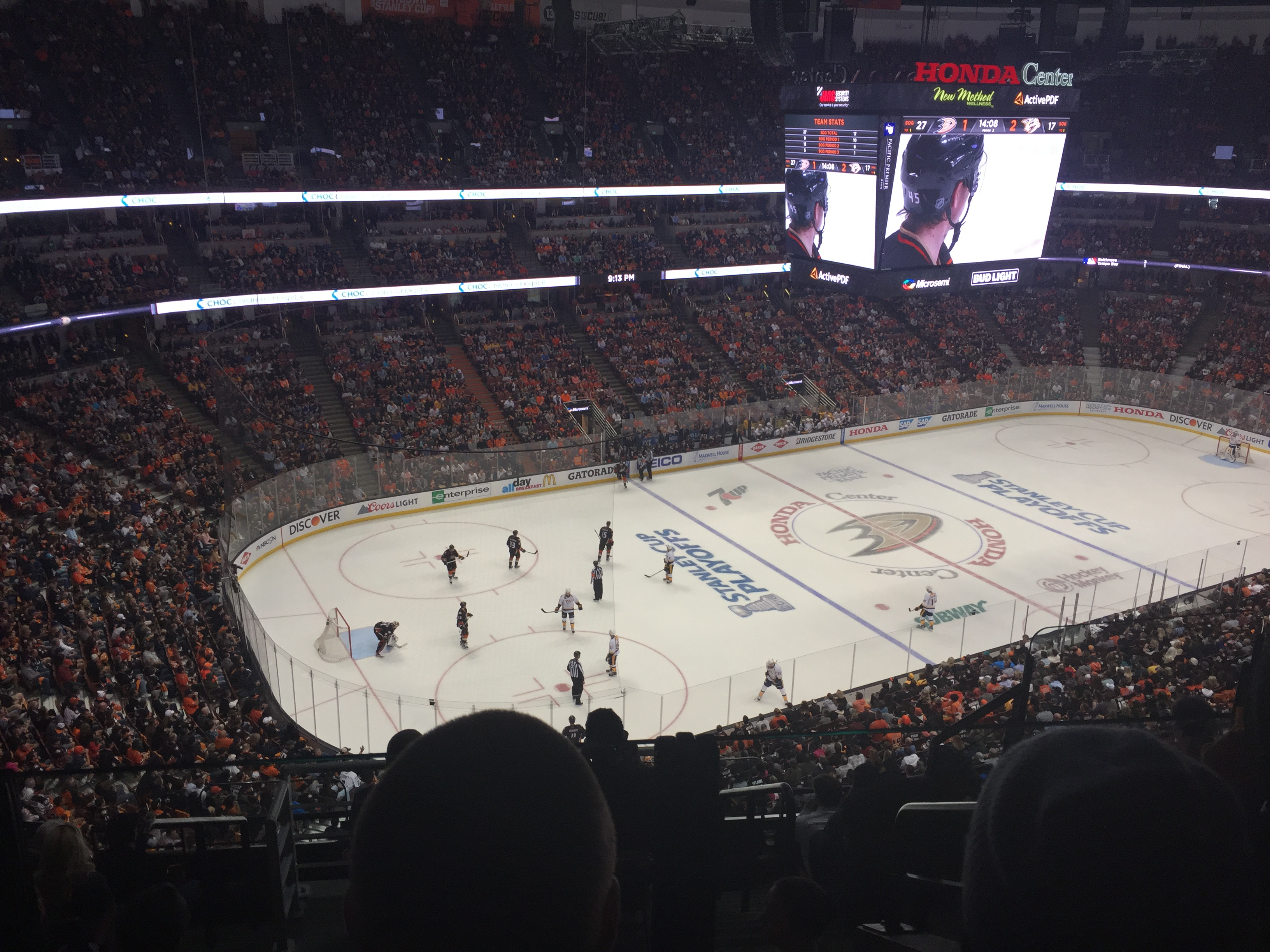